# Philip Wilhelm, Elector Palatin
Philip Wilhelm de Neuburg, Elector Palatin (germană Philipp Wilhelm; 24 noiembrie 1615 – 2 septembrie 1690) a fost Conte Palatin de Neuburg din 1653 până în 1690, Duce de Jülich și de Berg din 1653 până în 1679 și Elector Palatin din 1685 până în 1690. A fost fiu al lui Wolfgang William, Conte Palatin de Neuburg și a soției acestuia, Magdalena de Bavaria.

## Legături externe
Materiale media legate de Philip Wilhelm, Elector Palatin la Wikimedia Commons